# 東京ドルフィンクラブ
東京ドルフィンクラブ（とうきょうドルフィンぐクラブ）は、東京都に拠点を置くスイミングスクールであり、株式会社浅見製作所（あさみせいさくしょ）が経営を行っている。
都内3か所（「江戸川スイミングスクール」（江戸川区）、「桜台スイミングスクール」（練馬区）、「駒沢スイミングスクール」（世田谷区））でスイミングスクールを展開し、主に地元の子供向けに水泳の指導を行っている。